# Perdita salicis
Perdita salicis är en biart som beskrevs av Cockerell 1896. Den ingår i släktet Perdita och familjen grävbin. Arten förekommer i västra Nordamerika.

## Beskrivning
Perdita salicis är ett litet bi, hanen är omkring 4 mm lång, honan 5 mm. Det runda huvudet är blågrönt, främre delen av mellankroppen gulgrönt och bakre delen av mellankroppen blå. Bakkroppen är svart på ovansidan med fem gula band hos honan, tre till fyra hos hanen, samt varmgul på undersidan. Munskölden (clypeus) och ansiktet just ovanför den är blekgult, så när som två svarta fläckar på själva munskölden. Det gula området är mer omfattande hos hanen. Antennerna är svarta på ovansidan och gula under. Käkarna är blekgula med rödbruna spetsar Benen är gula med brunaktiga fötter. Behåringen är mycket gles hos honan, rikligare hos hanen.

## Taxonomi
Inga underarter finns listade i Catalogue of Life, men ITIS listar 12 underarter:
- Perdita salicis salicis Cockerell, 1896
- Perdita salicis coloradana Timberlake, 1929
- Perdita salicis euxantha Timberlake, 1964 Underarten är hotad och har endast påträffats på tre lokaler, två i Idaho och en i Oregon[8].
- Perdita salicis hirsutior Timberlake, 1964
- Perdita salicis imperialis Cockerell, 1925
- Perdita salicis laeta Timberlake, 1964
- Perdita salicis monoensis Timberlake, 1964
- Perdita salicis occidentalis Timberlake, 1964
- Perdita salicis personata Timberlake, 1964
- Perdita salicis sublaeta Timberlake, 1964 Underarten är hotad och har endast påträffats på två lokaler i Oregon[9].
- Perdita salicis subtristis Cockerell, 1933
- Perdita salicis tristis Timberlake, 1964

## Utbredning
Arten har påträffats i västra USA från Washington och Kalifornien över Oregon, Idaho, Arizona till New Mexico samt i norra Mexiko i Chihuahua och Coahuila.

## Ekologi
Perdita salicis besöker företrädesvis växter i familjen videväxter och videsläktet (det vetenskapliga namnet på det senare är Salix, därav artepitetet salicis). Arten är emellertid inte oligolektisk, den är inte specialiserad till en enda växtfamilj, utan flyger även till oleanderväxter, strävbladiga växter, korsblommiga växter, syrenväxter, rosväxter och tamariskväxter. Artens flygtid varar från maj till juli, med viss variation beroende på underarten.
Som alla arter i släktet Perdita föredrar arten torra habitat och bygger bo i sandig, vegetationsfattig mark. Äggen läggs på en rund till något tillplattad kaka av pollen blandat med nektar. Det hela täcks sedan med en skyddande hinna som honan avsöndrar. Larven har dessutom ett antal pucklar, som ska hindra den från att komma i kontakt med bocellens väggar, och kanske bli utsatt för fuktighet och mögel. Före förpuppningen har larven ett sista stadium som vilolarv (även kallad prepuppa); den övervintrar i detta stadium.